# Раскладка клавиатуры
Раскла́дка клавиату́ры — соглашение о соответствии типографических символов (букв, цифр, знаков препинания и т. д.) письменного языка клавишам клавиатуры компьютера, пишущей машинки или другого устройства, с помощью которого вводится текст. Раскладка устанавливает несколько соответствий между клавишами и значениями, вводимыми с их помощью:
- механическая раскладка (англ. mechanical layout) — форма, размеры и взаимное расположение клавиш на клавиатуре;
- визуальная раскладка (англ. visual layout) — маркировка клавиш;
- функциональная раскладка (англ. functional layout) — значения, вводимые одиночным или совместным нажатием клавиш. Она обеспечивается минимум двумя составными частями:
  - аппаратная раскладка — соответствие скан-кода (идентификатора) и физической клавиши. Она постоянна для данной клавиатуры;
  - программная раскладка — соответствие скан-кодов и кодов символов (и управляющих кодов), передаваемых программе (и, как правило, отображаемых на экране в виде букв необходимого алфавита. Именно она обычно имеется в виду под раскладкой).

Возможно существование нескольких раскладок для одного письменного языка. Например, для русского языка существует как общепринятая раскладка ЙЦУКЕН, так и фонетическая ЯВЕРТЫ, для английского — QWERTY, Дворака и Colemak. Одна и та же раскладка может использоваться и для нескольких языков. Например, латинская раскладка QWERTY используется в пяти языках, хотя в каждом из случаев её названия в операционных системах семейства Microsoft Windows различаются: в английском («US», «United Kingdom»), в болгарском («Bulgarian (Latin)»), в китайском («Китайская традиционная — США», «Китайская (упрощённая) — США»), в японском («Японская») и в корейском («Корейская»). Одна и та же раскладка может по-разному адаптироваться для использования на компьютере. Например, в Microsoft Windows поддерживаются два варианта адаптации русской раскладки ЙЦУКЕН для компьютерных клавиатур — «Русская» (англ. «Russian») и «Русская (машинопись)» (англ. «Russian (Typewriter)»), различающихся расположением небуквенных знаков и буквы Ё ё.
Термин «раскладка компьютерной клавиатуры» определяет количество, форму, способ расположения и соответствие клавиш скан-кодам. А количество языков ввода, способ переключения языков и привязку символов к скан-кодам определяет термин «локализация».

## Компьютерная раскладка
Стандартная компьютерная клавиатура, также называемая клавиатурой PC/AT, имеет 101 или 102 клавиши, расположение которых подчиняется единой общепринятой схеме, и спроектирована в расчёте на английский алфавит, содержащий 26 букв.
По своему назначению клавиши на клавиатуре PC/AT подразделяются на шесть групп:
- функциональные клавиши (F1 — F12);
- алфавитно-цифровые клавиши;
- клавиши управления курсором (Home, End, Page Up, Page Down, Delete, ← Backspace, ←, →, ↑, ↓);
- клавиши цифровой панели;
- специализированные клавиши (Esc, Print Screen, Pause, Insert и т. д.);
- клавиши-модификаторы (⇧ Shift, Ctrl, Alt, Alt Gr, ⇪ Caps Lock, Num Lock, Scroll Lock).

На современных клавиатурах бывают клавиши ⊞ Win и Menu, или ⌘ Cmd.
На компактных клавиатурах (обычно часть ноутбука) эти группы бывают смешаны, а некоторые клавиши объединены с помощью необычно работающей клавиши-модификатора Fn.

## Визуальная раскладка
Если предполагается, что на клавиатуре будут работать с двумя раскладками, то на клавиши обычно наносят двойные обозначения. Например, чёрным цветом наносят символы латинской раскладки, а красным цветом — символы национальной раскладки. Переключение между двумя раскладками в операционных системах семейства Microsoft Windows обычно выполняется нажатием комбинации клавиш ⇧ Shift+Alt или ⇧ Shift+Ctrl.
Клавиши алфавитно-цифрового блока, в левом верхнем углу которых нарисована заглавная латинская буква, в зависимости от того, какой регистр включён, могут вводить как заглавные, так и строчные латинские буквы. В нижнем правом углу клавиши обычно указываются символы второго уровня, которые вводят, удерживая клавишу AltGr, либо символы национальной раскладки.
Так как визуальная раскладка может отличаться от функциональной, которая задаётся операционной системой, существуют разные способы её модификации или дополнения. Для нанесения букв широко используются методы лазерной гравировки, выжигания или химического вытравливания клавиш, а также применение наклеек на клавиатуру. Изменение визуальной раскладки проводится не только с целью добавления новых алфавитов языков, но и для того, чтобы сделать раскладку более эргономичной. Так, например, раскладки Dvorak оптимизируют набор текста для десятипальцевого слепого метода, чтобы в большинстве слов символы набирались бы попеременно правой и левой рукой. Это позволяет увеличить скорость набора, сократить количество ошибок и минимизировать риск возникновения травм от постоянной нагрузки (RSI).

## Латинские раскладки клавиатуры
Первая коммерчески успешная пишущая машинка была изобретена в сентябре 1867 года американцем Кристофером Шоулзом. В ней использовалась латинская раскладка, в которой буквы на клавишах располагались в алфавитном порядке. Например, на первых семи клавишах верхнего буквенного ряда были расположены буквы: A, B, C, D, E, F, G.
У пишущей машинки Шоулза был недостаток: при быстрой печати литеры цеплялись друг за дружку и их рычажки «перепутывались». Было решено отказаться от «алфавитной» раскладки. От новой раскладки клавиатуры, получившей в дальнейшем название по буквам на первых шести клавишах третьего ряда алфавитно-цифрового блока клавиатуры — QWERTY, требовалось, чтобы буквы, образующие в английском языке устойчивые комбинации, располагались как можно дальше друг от друга по разные стороны клавиатуры и были разбросаны по разным рядам, что уменьшало вероятность «перепутывания» рычажков пишущей машинки. В настоящее время раскладка Шоулза критикуется как анахронизм, так как проблемы, которая привела к появлению QWERTY, больше не существует.
Дальнейшее совершенствование пишущих машинок устранило проблему «перепутывания» рычажков и пробудило интерес к вопросу увеличения скорости печати. В 1936 году профессор Вашингтонского Университета Август Дворак (August Dvorak) издал книгу, в которой предложил совершенно новую латинскую раскладку, носящую в настоящее время имя автора. Её принцип — максимальное удобство для набирающего текст на английском языке на пишущей машинке.
В 2006 году Шаем Коулманом (Shai Coleman) была разработана раскладка Colemak. Название происходит от Coleman+Dvorak. Раскладка приспособлена к современным компьютерным реалиям. Её принцип — эффективный и эргономичный набор текстов на английском языке на компьютерной клавиатуре.
По уверениям Коулмана, предложенная им раскладка позволяет решить следующие проблемы:
1. Намного быстрее QWERTY и несколько быстрее Дворака, так как в Colemak разгружены мизинцы и чаще применяется чередование рук.
2. Благодаря частичному сходству QWERTY и Colemak пользователь может использовать как QWERTY, так и Colemak, не испытывая существенных сложностей с переходом от одной раскладки к другой. Что касается раскладки Дворака, то она сильно отличается от QWERTY.

## Русские раскладки клавиатуры
Русская раскладка клавиатуры ЙЦУКЕН и различные фонетические раскладки. Наиболее распространённой является раскладка ЙЦУКЕН, название которой происходит от символов первых шести клавиш верхнего буквенного ряда раскладки. Предшественницу этой раскладки, которую точней было бы называть ЙІУКЕН, создали в США в конце XIX века для пишущих машинок. В России в те времена раскладка ЙІУКЕН получила официальное название «Стандарт-клавиатура». В раскладке в нижнем регистре располагались строчные буквы и знаки препинания, а в верхнем — прописные буквы и цифры.
Считается, что раскладка ЙЦУКЕН далека от оптимальной при печати слепым десятипальцевым методом:
1. Нагрузка по пальцам распределяется неравномерно, из-за чего одни пальцы «пробегают» по клавиатуре большие расстояния, чем другие.
2. Приходится часто гнуть пальцы, так как основной «домашний» ряд клавиатуры мало задействован.
3. Часто два и более символа нажимаются подряд в одной зоне, одним пальцем.

В раскладке ЙЦУКЕН также отсутствуют клавиши для используемых в русской типографике знаков препинания и небуквенных орфографических знаков:
- кавычки «ёлочки» (угловые, типографские);
- кавычки „лапки“;
- ударение;
- тире;
- параграф;
- апостроф;
- квадратные, фигурные и угловые скобки.

В операционной системе Microsoft Windows предложены два варианта адаптации раскладки ЙЦУКЕН для компьютерных клавиатур: «Русская» (англ. «Russian») и «Русская (машинопись)» (англ. «Russian (Typewriter)»). По умолчанию используется раскладка «Русская», в которой цифры перемещены в нижний регистр, а знаки препинания (кроме точки и тире) и дополнительные символы — в верхний. Большинство русскоязычных пользователей компьютеров пользуются именно этой русской раскладкой.
- Недостатком компьютерной раскладки ЙЦУКЕН (Русская) считается то, что запятая находится в верхнем регистре, хотя она не является второстепенным знаком и употребляется чаще точки.
- Следующий недостаток основной русской компьютерной раскладки — неудобство набора буквы Ё.

В 1956 году был издан «Свод правил русской орфографии и пунктуации», в котором закреплялась сложившаяся практика факультативного использования буквы Ё. На компьютерной раскладке ЙЦУКЕН буква «ё» размещена слева в верхнем углу клавиатуры, отдельно от всех остальных букв.
- Альтернативный вариант — ЙЦУКЕН «Русская (машинопись)» — отличается расположением небуквенных знаков и буквы Ё. Она считается более удобной для набора, так как цифры в текстах встречаются, как правило, гораздо реже знаков препинания, а постоянное использование клавиши ⇧ Shift для набора последних способствует снижению скорости набора[4]. Кроме того, в этой раскладке буква «ё» расположена в более удобном месте — за неё отвечает клавиша, которая в обычной русской компьютерной раскладке служит для набора знаков препинания точка и запятая.

Из альтернативных раскладок для русского языка наподобие DVORAK следует выделить раскладку DIKTOR и раскладку Зубачёва. Обе эти раскладки были построены по схожему принципу с латинской раскладкой DVORAK, но официальные сайты перестали существовать, а популярности они так и не завоевали.
- В русской фонетической раскладке русские буквы расположены там же, где и похожие (фонетически, по звучанию) латинские, например, A-А, Б-B, Д-D, Ф-F, K-K, O-O и т. д. Созданы варианты русской фонетической раскладки на основе латинской QWERTY (например, ЯВЕРТЫ), а также на основе других латинских и национальных раскладок[6]. Русская фонетическая раскладка считается лучшей для иностранцев, изучающих русский язык, а также для множества русских, живущих за пределами СНГ. Первое описание русской фонетической (транслитерационной) раскладки было размещено в 1997 году на сайте Вадима Маслова «СовИнформБюро»[7], поэтому этот метод набора русского текста иногда называют методом Маслова. Во многих компьютерах отечественного производства (например, ПК «БК-0010» (1983) и «Искра-1030» (1989)) использовался противоположный подход, унаследованный от русскоязычных телетайпов: не русские буквы располагались по образцу латинских, а, наоборот, латинские по образцу русских (JCUKEN).

Подключение русской фонетической раскладки в Microsoft Windows требует специальной компьютерной программы, найти которую можно на соответствующих сайтах Интернета. В отличие от неё, раскладки «Болгарская (фонетическая)», «Боснийская (кириллица)», «Македонская (FYROM)» и «Македонская (БЮРМ)» включены в набор раскладок Windows Vista.

## Национальные раскладки клавиатуры
В отличие от компьютерной мыши, функциональность кнопок которой обычно не зависит от языка пользовательского интерфейса компьютера, раскладки клавиатуры для различных письменных языков в большинстве случаев различаются между собой.
Компьютерные раскладки тех национальных языков, чьи алфавиты созданы на основе 26-буквенного латинского алфавита, либо 33-буквенного русского алфавита, как правило, также создаются на основе раскладок «базовых» алфавитов — латинской QWERTY или русской ЙЦУКЕН. При этом в раскладки этих национальных языков добавляются используемые в этих языках символы оригинальных букв (например, символы букв казахского алфавита — «Әә», «Іі», «Ңң», «Ғғ», «Үү», «Ұұ», «Ққ», «Өө», «Һһ» — в казахской раскладке), оригинальных знаков пунктуации (например, испанский знак ¡) и обозначений национальной валюты. Исключением являются клавиатурные раскладки турецкого (раскладка Turkish F), латышского (раскладка Latvian), литовского (раскладка Lithuanian IBM), чьи алфавиты созданы на основе латинского, а также особая болгарская кириллическая раскладка (БДС 5237:1978). В этих языках используются собственные раскладки клавиатуры, не похожие на латинскую QWERTY и русскую ЙЦУКЕН. Тем не менее, в набор раскладок Microsoft Windows XP и Microsoft Windows Vista, помимо указанных оригинальных раскладок также добавлены раскладки на основе QWERTY: турецкая Turkish Q, латвийская Latvian (QWERTY) и литовская Lithuanian.
При создании клавиатурных раскладок для национальных языков с алфавитами на основе латинского используются различные способы размещения и набора оригинальных букв: вместо цифр, вместо небуквенных и нецифровых символов, вместо неиспользуемых латинских букв, либо набор через AltGr или через «мёртвые клавиши». В некоторых национальных раскладках используется два и более способа размещения и набора оригинальных букв одновременно (например, одни оригинальные буквы размещаются вместо цифр, а другие вместо небуквенных и нецифровых символов). При классификации по способу размещения и набора оригинальных букв подобные раскладки будем относить только к одной из возможных групп. По указанному критерию можно выделить пять групп национальных раскладок:
1. Оригинальные буквы размещаются в цифровом диапазоне блока алфавитно-цифровых клавиш (вьетнамская «Вьетнамская», французская French, венгерская Hungarian, литовская Lithuanian, словацкие Slovak, Slovak (QWERTY), чешские Czech, Czech (QWERTY), бельгийские Belgian (Comma), Belgian (Period), Belgian (French)).
2. Оригинальные буквы размещаются вместо небуквенных и нецифровых символов (албанская Albanian, немецкая German, турецкая Turkish Q, боснийская Bosnian, хорватская Croatian, датская Danish, итальянская Italian, польская Polish, сербская Serbian (Latin)).
3. Оригинальные буквы набираются только через AltGr (польская Polish (Programmers), греческие Greek Latin, Greek (319) Latin, чешская Czech Programmers, латышская Latvian (QWERTY)).
4. Оригинальные буквы набираются только через «мёртвые клавиши» (нидерландская Dutch, ирландская Irish, гэльская Gaelic, маорийская Maori).
5. Некоторые латинские буквы раскладки QWERTY заменяются оригинальными буквами (азербайджанская Azeri Latin, литовская «Литовская (новая)», туркменская «Туркменская», саамские Sami Extended Finland-Sweden, Sami Extended Norway).

Первый способ имеет недостатки, так как в таком случае для набора цифр придётся использовать либо другие клавиши алфавитно-цифрового блока (как во французской French), либо переместить цифры с нижнего на верхний регистр (как в чешской Czech), либо с первого на второй уровень занимаемых ими клавиш (как во вьетнамской раскладке «Вьетнамская» и литовской Lithuanian). Второй также мало удобен, так как часто используемые оригинальные буквы в этом случае обычно размещаются на самых неудобных позициях. Третий вариант, часто называемый программистским, не удобен для слепой десятипальцевой печати, так как часто используемые оригинальные буквы национального алфавита размещены на втором уровне клавиатуры, что ведёт к снижению скорости печати и росту числа опечаток. Те же недостатки и у четвёртого варианта. К недостаткам пятого варианта можно отнести то, что при наборе текста на национальном языке иногда возникает необходимость набора английского или заимствованного слова, для которого нет альтернативного написания буквами только национального языка, или буквы для которых в языке нет соответствующих звуков, используются в обозначении единиц измерения (ватт — W, вольт — V и т. п.).
В клавиатурных раскладках для национальных языков с алфавитами на основе кирилличного в качестве основных используются оба варианта русской раскладки ЙЦУКЕН для компьютерной клавиатуры: ЙЦУКЕН (Русская) в украинской, белорусской, азербайджанской, киргизской, татарской, башкирской, якутской, таджикской раскладках и ЙЦУКЕН («Русская (Машинопись)») в казахской раскладке.
Среди существующих национальных раскладок на основе русской ЙЦУКЕН также можно выделить пять групп:
1. Оригинальные буквы размещаются в цифровом диапазоне блока алфавитно-цифровых клавиш (казахская, башкирская, якутская).
2. Оригинальные буквы размещаются вместо буквы «ё», небуквенных и нецифровых символов (раскладки различных «псевдонациональных» шрифтов).
3. Русские буквы, отсутствующие в национальном алфавите, заменяются национальными буквами (украинская, азербайджанская, белорусская, таджикская раскладки).
4. Редко используемые русские буквы заменяются оригинальными буквами. Заменённые русские буквы перемещаются на второй уровень тех же клавиш, то есть набираются через AltGr (татарская раскладка).
5. Оригинальные буквы набираются только через AltGr (киргизская раскладка).

Первая группа раскладок имеет существенные недостатки, так как для набора цифр придётся использовать либо правую цифровую панель клавиатуры (на клавиатуре некоторых ноутбуков она отсутствует), либо переключаться на другую (обычно латинскую или русскую) раскладку клавиатуры. Например, в казахской раскладке, закреплённой стандартом РСТ КазССР 903—90, все девять оригинальных казахских букв «Әә», «Іі», «Ңң», «Ғғ», «Үү», «Ұұ», «Ққ», «Өө», «Һһ» расположены на клавишах основного цифрового диапазона. В раскладке не нашлось места для ряда распространённых небуквенных символов, а также для буквы «ё», что создаёт дополнительные неудобства пользователям этой раскладки. Для ввода цифр придётся использовать либо клавиши цифровой панели, либо переключаться на латинскую или русскую раскладки. Схожие проблемы возникают и при использовании башкирской и якутской раскладки.
Раскладки второй группы не удобны для печати, так как часто используемые национальные буквы размещаются на самых неудобных позициях. При этом заменённые символы (обычно это символы Ё ё + = _ - / \) оказываются недоступными для набора в национальной раскладке.
Раскладки третьей группы также неудобны, так как при наборе текста на национальном языке иногда возникает необходимость набора русского слова, для которого нет альтернативного написания буквами только национального алфавита. Это потребует переключения на русскую раскладку, что снижает скорость печати. К тому же пользователю необходимо помнить, какая буква расположена на одной и той же клавише на национальной и на русской раскладке.
В четвёртом варианте национальных раскладок учли сложности с переключением раскладок и разместили заменённые русские буквы на втором уровне клавиатуры. Тем не менее, пользователю придётся постоянно вспоминать, какая буква расположена на одной и той же клавише на национальной и на русской раскладке. В противном случае неизбежны ошибки при печати, столь характерные для тех пользователей, которые путают расположение латинских и русских букв на клавиатуре.
Раскладки пятой группы неудобны для слепой десятипальцевой печати, так как часто используемые буквы национального алфавита размещаются на втором уровне клавиатуры, что снижает скорость печати и ведёт к увеличению количества опечаток. К тому же сохраняется и основной недостаток раскладок четвёртой группы.
Среди раскладок клавиатуры алфавитов на основе русского не найдено ни одной раскладки, которая бы существенно отличалась от русской ЙЦУКЕН, либо в которой использовалась идея фонетической раскладки на основе одной из латинских (QWERTY, Дворака, Colemak).

### Армянская
Соответствует раскладке пишущих машинок на армянском языке.

### Белорусская
Белорусская раскладка похожа на русскую и имеет лишь несколько с ней различий — белорусская буква І вместо русской И, белорусская Ў вместо русской Щ и апостроф ' вместо Ъ.

### Украинская
В операционных системах Windows Vista, Windows 7 и Windows 8 присутствует расширенная раскладка клавиатуры для украинского языка, где были добавлены апостроф (вместо русской строчной буквы «ё»), а также возможность набирать символ гривны ₴ через ⇧ Shift+` (вместо заглавной буквы русской буквы Ё). На клавиатурах, на которых дополнительной (102-й) клавиши для буквы Ґ нет, эта буква набирается через AltGr+Г. В предыдущих версиях Windows украинская раскладка была составлена некорректно, так как включала в себя букву русского алфавита Ё, но не включала апострофа, присутствующего в написании многих украинских слов. Причина, по которой это было сделано, неизвестна. Начиная с версии Windows Vista, эта проблема была решена. Пользователям более ранних систем остаётся вручную переделывать программную раскладку, так как патч, устраняющий эту проблему, так и не был выпущен.

### Казахская (кириллица)
Казахская клавиатурная раскладка была создана на основе русской машинописной раскладки и закреплена стандартом РСТ КазССР 903-90.
Она поставляется с операционными системами, поддерживающими Юникод: Windows NT 5.0 и новее и GNU/Linux.
Специфические казахские буквы расположены на месте основного цифрового диапазона. Для ввода цифр и символов /, *, -, + используется вспомогательная цифровая клавиатура. Вследствие этого в стандартной раскладке не нашлось места для ряда распространённых небуквенных символов, а также для буквы Ё.
Существуют также альтернативные раскладки, собранные по «методу Дворака», например, Qazat.

### Корейская
Существует несколько стандартов раскладки для корейского языка (хангылем). Самая распространённая раскладка называется Тубольсик (두벌식, 2벌식). В ней согласные расположены в левой стороне клавиатуры, гласные — в правой. Напряжённые согласные набираются с использованием клавиши Shift (например, на месте буквы w стоит корейская буква чхиыт (ㅈ), а при нажатии с Shift — ссанджиыт, ㅉ). Придыхательные согласные находятся в нижнем ряду клавиатуры.
В стандартном пакете Windows нет системы, аналогичной вводу по пиньиню для китайского или ромадзи — для японского языков.
Существует более эргономичная раскладка Себольсик (세벌식, 3벌식), которая включает сочетания согласных, однако она менее распространена. Имеется несколько разновидностей: Себольсик 390 (세벌식 390), Себольсик (финальная) (세벌식 최종), а также особая разновидность Себольсик, не требующая нажатия клавиши Shift, разработанная для тех, кто не может одновременно нажимать две клавиши.

### Французская
Основной раскладкой для французского языка является раскладка AZERTY.

### Испанская
Раскладка для испанского языка.

### Японская
Раскладка для японского языка (хирагана).
Набор текста осуществляется системой IME, например, Microsoft IME, которая самостоятельно конвертирует введённые символы каны в иероглифы, основываясь на предустановленных правилах и накопленном опыте работы с пользователем. Так, для того, чтобы набрать фразу «Я хочу поесть сладостей» (яп. 菓子を食べたい), нужно набрать «かしをたべたい», нажать клавишу конвертации (обычно пробел) и в выпадающем меню выбрать нужные слова из вариантов. Эта система была создана из-за большого количества омофонов в японском: например, слова с близкими значениями «думать, придумывать, вспоминать» (омоу) можно написать тремя разными иероглифами:
- «вспоминать, мыслить» (яп. 思う омоу);
- «думать, придумывать, вспоминать» (яп. 想う омоу, подразумевает глубокие чувства);
- «вспоминать с нежностью» (яп. 憶う омоу).

## Ввод текста на нескольких языках
Раскладки, при помощи которых можно вводить текст на нескольких языках, называются интернациональными или расширенными. Например, в раскладках «Британская расширенная» (United Kingdom Extended) и «США — международная» (United States — International), набор дополнительных букв национальных алфавитов, созданных на основе латинского, осуществляется через AltGr и через «мёртвые клавиши» (dead keys). В раскладке «Канадская многоязычная» (Canadian Multilingual Standard) дополнительные буквы национальных алфавитов размещены на клавишах небуквенных символов. Набор этих букв также доступен и через «мёртвые клавиши».
К сожалению, в перечне раскладок, включённых в операционные системы семейства Microsoft Windows, отсутствуют расширенные версии русских раскладок, которые включали бы дополнительные буквы национальных алфавитов, созданных на основе кириллицы. Однако такие раскладки, являющиеся модификацией типографской раскладки Ильи Бирмана, доступны в качестве стороннего программного продукта. В оригинальной типографской раскладке Ильи Бирмана роль второго языка выполняет дореформенная кириллица, она также позволяет вводить буквы различных алфавитов с диакритическими знаками. Все версии раскладки имеют удобные клавиши для ввода типографских кавычек и тире.

### Программы для создания собственных клавиатурных раскладок
Microsoft Windows
- MSKLC — The Microsoft Keyboard Layout Creator Microsoft Keyboard Layout Creator (англ.)
- MSKLC бесплатный редактор раскладок (инструкция на русском)
- Keyboard Layout Manager — позволяет создавать и править раскладки клавиатур в среде Microsoft
- FlexType 2k — Программа FlexType2k болгарской фирмы Datecs. Позволяет редактировать и создавать любые раскладки клавиатур под Windows.

X Window System (GNU/Linux и др. Unix-like)
- Michał Kosmulski. Creating custom keyboard layouts for X11 using XKB (англ.) (2004—2007). Дата обращения: 3 октября 2007. Архивировано 5 февраля 2012 года.

Mac OS X
- Ukelele — бесплатная программа для создания собственных раскладок